# Zasloužilý pracovník v zemědělství Běloruské republiky
Zasloužilý pracovník v zemědělství Běloruské republiky (bělorusky Заслужаны працаўнік сельскай гаспадаркі Рэспублікі Беларусь) je čestný titul Běloruské republiky. Udílen je prezidentem republiky pracovníkům v zemědělství za profesionální zásluhy a úspěchy.

## Pravidla udílení
Čestné tituly, podobně jako další státní vyznamenání, udílí prezident republiky či jiné osoby v jeho zastoupení. Čestné tituly jsou udíleny na základě vyhlášky prezidenta republiky. K jejich udělení dochází během slavnostního ceremoniálu a oceněnému je předáváno potvrzení o udělení ocenění a odznak.
Čestný titul Zasloužilý pracovník v zemědělství Běloruské republiky se udílí vysoce profesionálním pracovníkům v zemědělství, včetně pracovníků na farmách, zaměstnancům vládních agentur, výzkumných a dalších organizací, včetně organizací zabývajících se přímo zemědělstvím za předpokladu, že daná osoba pracuje v oboru minimálně po dobu patnácti let. Udílí se za zásluhy o zvýšení produkce a prodeje zemědělských produktů a zajištění úspěšného fungování zemědělských podniků.